# John Dryden
John Dryden ( Aldwincle, Northamptonshire, 1631. augusztus 19. – London, 1700. május 1.) befolyásos angol költő, irodalomkritikus, fordító és drámaíró volt, aki az angol restauráció időszakának irodalmi életét irányította olyannyira, hogy irodalmi berkekben „Dryden korának” is szokás nevezni ezt az időszakot.
Legismertebb művei: Divatos házasság (Marriage a-la-Mode), Mindent a szerelemért (All for Love).

## Élete
Cromwell protektorátusa alatt Cromwell államtitkárával, John Thurloe-val dolgozott (elképzelhető, hogy ebbe a pozícióba az unokaöccse, Sir Gilbert Pickering protezsálta be). Cromwell halálát követően jelentette meg első fontosabb versét, a Heroique Stanzas-t (1658), amelyben óvatos és megfontolt érzelemkifejezéssel magasztalta Cromwellt.
1660-ban már a Stuart-restaurációt és II. Károly angol király visszatérését ünnepelte az Astraea Redux c. költeményével, egy eredeti rojalista dicshimnusszal. Cromwell idejéről itt már anarchiaként ír, Károlyt pedig a béke és a rend helyreállítójaként köszönti. Gyorsan meg is találta a helyét és rövid időn belül kora vezető költőjévé és irodalom-kritikusává vált.
1662-ben felterjesztették Royal Society-tagságra, és meg is választották. Mivel azonban a társaság ügyeiben nem vett részt aktívan, és elmaradozott a fizetéssel, 1666-ban ki is zárták.
1663-ban feleségül vette Sir Robert Howard rojalista lányát, Lady Elizabethet. Műveiben időnként kikel a házasság intézménye ellen, máskor azonban dicsőíti is azt, így keveset lehet tudni házasságuk valós belső viszonyairól. Lady Elizabeth mindenesetre három fiút szült neki, és túl is élte őt.
A puritán tilalmak feloldását követő színháznyitás nyomán Dryden is elmélyedt a színdarab-szerzésben. Első műve, a The Wild Gallant, 1663-ban jelent meg, de nem aratott különösebb sikert. Későbbi alkotásai azonban már annál inkább: 1668-tól már a King's Company (amelynek később részvényese is lett) szerződtette évi három színdarab megírására. Az 1660-as és 70-es évek során a színdarab-írás egyenesen a fő bevételi forrását jelentette.
Ő volt a restaurációs komédia vezető szerzője, legismertebb műve a Divatos házasság (1672), de foglalkozott hősi és hagyományos tragédiával is; e téren a Mindent a szerelemért (1678) c. művével aratta a legnagyobb sikert. Ő maga azonban soha nem volt igazán elégedett a színműveivel, és többször is utalt rá, hogy méltatlan közönségre pazarolja a tehetségét. Ezért is igyekezett a színpadon kívül is hírnevet szerezni – a költészetével.
1667-ben, körülbelül az idő tájt, amikor drámaírói ténykedését is megkezdte, jelentette meg az 1666-os év eseményeit taglaló hosszadalmas történelmi költeményét, az Annus Mirabilis-t ("csodák éve"). Itt ezen év két fő eseményről esett szó: az angol hajóhad diadaláról a holland felett, valamint a nagy londoni tűzvészről. Dryden meglátása szerint Isten csodákat tett Angliáért, amely a tűzvész esetében abban állt, hogy egyrészt sikerült megfékezni, másrészt pedig II. Károly azonnal nagyszabású újjáépítésbe és városfejlesztésbe kezdett a tűz után. Ezzel a modern epikus költeménnyel nem csak kora vezető költőjévé léphetett elő, de később részben ennek nyomán is nyerhette el a koszorús költői (1668), valamint a királyi történész (1670) címet.
Miután 1665-ben a nagy londoni pestisjárvány nyomán bezárták a város színházait, Dryden Wiltshire-be vonult vissza. 1668-ban itt írta meg leghosszabb és egyben legjobbnak is tartott esszéjét a drámai költészetről (Of Dramatick Poesie), dialógus formájában. A műben négyen (köztük Dryden maga is, 'Neander' néven) vitatják meg a klasszikus, a francia és az angol drámai erényeit.
Nagy híve volt a költői kreativitásnak; legjobb hősi színműve, az Aureng-zebe (1675) prológusában kijelenti, hogy komoly drámában rímeknek nincs helye. Magát az Aureng-zebe-et ugyan ennek ellenére még rímekkel írta, de későbbi drámáiban már nem is vetemedett ilyesmire; következő színművét, a Mindent a szerelemért-et (1678) már szabadversben írta.
Legnagyobb eredményeit a szatirikus költészet terén érte el; a kéziratként terjesztett MacFlecknoe gúnyvers koszorús költői éveinek egy személyesebb alkotása, amelyben Thomas Shadwell drámaírót támadta, részben annak 'az irodalom elleni vétségeiért', részben pedig személyes okokból. Ez nem egy lekicsinylő szatíra: felmagasztalja ugyan az alanyát, de úgy, hogy azzal már nevetségessé teszi.
A Religio Laici c. versét még az Anglikán Egyház tagjaként írta 1682-ben, 1687-ben azonban a The Hind and the Panther-rel már római katolikussá való megtérését ünnepelte.
II. Jakab angol király 1688-as trónfosztásakor az új vezetésnek már nem volt hajlandó hűséget esküdni, így kegyvesztetté vált. Hivatalait kénytelen volt feladni, koszorús költői címe is kedvenc gúnycéltáblájára, Thomas Shadwell-re szállt, így a továbbiakban a tollából kellett megélnie. Ezután főként Horatius, Juvenalis, Ovidius, Lucretius és Theokritosz műveinek fordításával foglalkozott, amit sokkal kielégítőbbnek is talált, mint a drámaírást.
1694-ben látott neki legnagyobb fordítói vállalkozásának, Vergilius műveinek (The Works of Virgil), ami aztán 1697-ben került kiadásra, előfizetéses alapon. A mű megjelenése országos eseményszámba ment, és nem kevesebb, mint ₤1,400-ot hozott neki. Dryden tehát kulcsszerepet töltött be az ókori klasszikusok angol nyelvre való átültetésében.
1700-ban lelte halálát, a westminsteri apátságban temették el. Őt magát is számos eulógiában dicsőítették, így például a Luctus Britannici-ben is.